# جلوريا فاندربلت
جلوريا لاورا فاندربلت (بالإنجليزية: Gloria Vanderbilt) (ولد: 20 فبراير 1924 - 17 يونيو 2019) فنانة، مؤلفة وممثلة أمريكية.

## روابط خارجية
- جلوريا فاندربلت على موقع IMDb (الإنجليزية)
- جلوريا فاندربلت على موقع الموسوعة البريطانية (الإنجليزية)
- جلوريا فاندربلت على موقع مونزينجر (الألمانية)
- جلوريا فاندربلت على موقع قاعدة بيانات برودواي على الإنترنت (الإنجليزية)
- جلوريا فاندربلت على موقع إن إن دي بي (الإنجليزية)
- جلوريا فاندربلت على موقع قاعدة بيانات الفيلم (الإنجليزية)